# 新棱孔菌
新棱孔菌（學名：Neofavolus alveolaris），是新棱孔菌屬的模式種真菌，以枯死硬木為宿主的腐生生物。其顯著特徵是淡黃至橙色的鱗狀菌帽以及呈六角形或菱形的菌孔。可食用性有爭議。它廣泛分佈於北美、亞洲、澳洲和歐洲。

## 分類命名
奧古斯丁·彼拉姆斯·德堪多於1815年以Merulius alveolaris的名字首次描述了本種。幾年後的1821年，本種被埃利亚斯·芒努斯·弗里斯歸類為雞油菌屬的一個物種，被稱為Cantharellus alveolaris。在俄羅斯真菌學家阿波羅納里·邦達爾采夫和德國真菌學家洛夫·辛格於1941年的出版物中，它被轉移到多孔菌屬，被描述為Polyporus alveolaris。2012年，它被日本真菌學家早乙女梢和服部力（Tsutomu Hattori）轉移到現在的新棱孔菌屬，改名為Neofavolus alveolaris，並將其作為該屬的模式種。
本種已知有兩個中文名，在2012年前，因為仍在多孔菌屬，所以被稱為大孔多孔菌；2012年後因處於新棱孔菌屬而被稱為新棱孔菌。
多孔菌屬（Polyporus）這個舊屬名源自希臘語，意思是“許多毛孔”，而種小名alveolaris的意思是“有小凹坑或空洞”。

## 特徵描述

### 巨觀結構
擔子果一年生。菌帽表面乾燥，被鱗狀纖維覆蓋，上表面呈橙黃色，風化後成奶油色至白色，直徑為1—10厘米（0.4—3.9英吋），呈圓形、腰果形或扇形。子實體有時有菌柄，有時沒有菌柄直接附在宿主表面上，如有菌柄，其長0.5—2厘米，厚1.5—5毫米，位於側面或中央，顏色為白色至棕褐色。菌髓很薄，只有2毫米，堅韌且呈白色。與本屬其他物種相比，本種菌孔較大，通常寬1—2毫米，呈菱形或六角形，表面顏色為白至淺黃色，由中心以輻射狀延伸至邊緣。菌管呈乳白至灰黃色，達6毫米深。菌肉（Context）新鮮時質地堅韌，乾燥時呈木栓質而且脆弱，顏色是白色，厚度可達6毫米。生殖菌絲（Generative hyphae）呈透明，薄壁，有扣子體，直徑可達4.5微米。骨骼菌絲（Skeletal-binding hyphae）呈透明，厚壁，偶然有分支，直徑3.5—5微米。菌蓋皮由透明至棕色生殖菌絲組成，用來覆蓋由骨骼菌絲組成的菌肉。

### 微觀結構
孢子呈狹橢圓形，光滑且透明，尺寸為 8—14 × 2.5—4微米，孢子印是白色。擔子呈棒狀，有四個孢子，尺寸為28—42 × 7—9微米。

### 食用狀況
本種沒有特別的氣味。可食性有爭議，一派稱本種幼時即可食用，它被描述為「可食用但堅韌」，其韌性隨著年齡的增長而增加，並且沒有特別的味道；另一派將本種列為不可食用。

### 相似物種
本種與Polyporus craterellus相似，但後者具有更突出的菌柄，並且沒有前者觀察到的紅橙色顏色。本種也與Lentinus arcularius相似，但後者有更加圓的菌帽和明顯置中的菌柄。

## 生態分佈
本種被發現單獨或聚集寄生在枯死硬木的樹枝和細枝上，例如在春季和初夏生長在山胡桃樹上。不過在台灣，一年四季都適合生長，見於低中海拔林區。本種是木腐真菌，會令宿主染上白腐症（White rot）。本種廣泛分佈於北美、澳洲、中國、和歐洲（捷克斯洛伐克、義大利和葡萄牙）。它的宿主包括楓屬、栗屬、山茱萸屬、榛屬、山楂屬、歐石楠屬、水青岡屬、梣屬、胡桃屬、木蘭屬、桑屬、楊屬、梨屬、刺槐屬、櫟屬、丁香屬、椴屬和榆屬。

## 相關研究
研究人員已從本種的新鮮子實體中分離出具有抗真菌特性的多肽，被命名為Alveolarin，可抑制灰葡萄孢菌、尖孢鐮刀菌、落花生褐斑病菌（Mycosphaerella arachidicola）和梨生囊孢殼菌 （Physalospora piricola）的生長。

## 延伸閱讀
- 周文能、張東柱，《野菇圖鑑》，2005年，台北，台灣館出版社

## 外部連結
- 新棱孔菌在Index Fungorum中的資訊